# Manny Fernandez (wrestler)
Emanuel Fernandez, noto semplicemente come Manny Fernandez (El Paso, 27 luglio 1954), è un wrestler statunitense.

## Carriera
I primi successi di Fernandez arrivarono nel 1979, quando diventò Florida Heavyweight Champion a seguito di un feud con Terry Funk. Formò anche un tag team con Dusty Rhodes, e la coppia si aggiudicò i titoli NWA World Tag Team Championship battendo Ivan Koloff & Don Kernodle. La rivalità proseguì, includendo anche il "nipote" di Ivan, Nikita Koloff, fino a quando Fernandez & Rhodes persero le cinture contro i Koloff agli inizi del 1985. Poi fu la volta di un feud con Arn Anderson. Si alleò con Thunderbolt Patterson per affrontare Arn & Ole Anderson.
Alla fine del 1985, cominciò ad aiutare Jimmy Valiant nella sua lotta incessante con Paul Jones e la sua stable "Paul Jones' Army". Formò un tag team insieme a Valiant chiamato "B and B Connection" ("Boogie Woogie" e "Bull"). Ebbe alcuni match con Abdullah the Butcher e The Barbarian. Nel 1986 si alleò con Héctor Guerrero nel tag team denominato "The Latin Connection". Nell'estate del 1986, Fernandez accettò dei soldi da Jones e tradì Valiant. La conseguenza fu un feud tra i due ex partner. Più avanti quello stesso anno, Jones portò nella sua stable Rick Rude, e lo mise a lottare in coppia con Fernandez. I due sconfissero i Rock 'n' Roll Express vincendo il titolo NWA World Tag Team. Mantennero le cinture fino al giugno 1987 quando Rude lasciò la compagnia per andare in WWF. Nel 1987 Fernandez & Chavo Guerrero passarono alla CWA di Memphis.
Per il resto dell'estate, Fernandez fece coppia con Ivan Koloff e poi lasciò la Mid-Southern a fine 1987. Andò nella American Wrestling Association (AWA) dove ebbe una rivalità con Wahoo McDaniel. I due si affrontarono in un "Indian Strap Match" al pay-per-view Super Clash III. Alla fine del 1988, Fernandez passò alla World Wrestling Council (WWC) di Porto Rico dove rimase fino al 1991 lottando anche nel circuito indipendente. Nel 1989 scoppiò una controversia in WWC quando Fernandez affrontò in un match Invader #3. Durante l'incontro, Fernandez atterrò con un ginocchio sul petto di Invader # 3 dopo essersi lanciato dalla cima del sostegno; l'impatto apparentemente causò una forte emorragia intestinale a Invader #3, facendolo vomitare sangue per tutto il ring, mentre Fernandez lo colpì ugualmente altre due volte con ginocchiate allo stomaco. Si è dibattuto se l'infortunio di Invader #3 sia stato reale o meno, con alcuni che ipotizzarono l'incidente come la conseguenza del cattivo sangue tra Fernandez e José Huertas González (Invader #1), il booker della WWC responsabile della morte di Bruiser Brody poco tempo prima. Altre ipotesi invece affermarono che il sangue perso dalla bocca di Invader #3 fosse finto e che tutto facesse parte della kayfabe. In un'intervista concessa a Bill Apter, Fernandez affermò che l'incidente non fu una finzione scenica ma una vera e propria vendetta per la morte di Brody.

## Titoli e riconoscimenti
- All Pro Wrestling
  - APW Universal Heavyweight Championship (1)
- Lucha Xtreme
  - LX United States Champion (1)
- Central States Wrestling
  - NWA Central States Heavyweight Championship (1)
- Championship Wrestling from Florida
  - NWA Florida Heavyweight Championship (1)
  - NWA Florida Television Championship (1)
- Continental Wrestling Association
  - CWA International Heavyweight Championship (1)
- Eastern States Wrestling / Eastern Shores Wrestling
  - ESW Heavyweight Championship (1)[3]
- International Wrestling Association
  - IWA Heavyweight Championship (1)[3]
- Mid-Atlantic Championship Wrestling
  - NWA Brass Knuckles Championship (Mid-Atlantic version) (1)
  - NWA World Tag Team Championship (Mid-Atlantic version) (2) - con Dusty Rhodes (1) e Rick Rude (1)
- Pro Wrestling Illustrated
  - 188º nella lista dei migliori 500 wrestler singoli durante i "PWI Years" del 2003.
  - 88º (con Dusty Rhodes) nella lista dei migliori 100 tag team durante i "PWI Years"
- Southwest Championship Wrestling
  - SCW Southwest Brass Knuckles Championship (1)
  - SCW Southwest Heavyweight Championship (1)
  - SCW Southwest Tag Team Championship (2) - con Chavo Guerrero Sr. (1) e Al Perez (1)
  - SCW World Tag Team Championship (1) - con Chavo Guerrero Sr.
- World Wrestling Council
  - WWC North American Heavyweight Championship (1)
  - WWC Puerto Rico Heavyweight Championship (1)[4]